# 11 Pułk Lotnictwa Myśliwskiego (III RP)
11 Brandenburski Pułk Lotnictwa Myśliwskiego OPK im. Osadników Ziemi Dolnośląskiej (11 plm) – oddział lotnictwa myśliwskiego Wojska Polskiego, istniejący w latach 1944-1999.

## Formowanie
W październiku 1944 na lotnisku Karliwka, koło Połtawy, w ramach organizowanej wówczas 3 Dywizji Lotnictwa Myśliwskiego został sformowany 11 Pułk Lotnictwa Myśliwskiego.

## Pułk w okresie pokoju
Po wojnie pułk stacjonował kolejno na lotniskach: w Kutnie, Łęczycy, Krakowie-Rakowicach i Gdyni-Babich Dołach.
W styczniu 1946 11 Pułk Lotnictwa Myśliwskiego został przeformowany na nowy etat nr 6/41 o stanie 236 wojskowych i 1 pracownika kontraktowego i przemianowany na 3 Pułk Lotnictwa Myśliwskiego.
Od 1950, aż do czasu swojego rozformowania, bazował na lotnisku Wrocław Strachowice, z tym, że w latach 1988-1998, pułk bazował na dwóch lotniskach: 1 eskadra na lotnisku Strachowice, a 2 eskadra na lotnisku Mierzęcice.
W 1949 pułk otrzymał sztandar, który ufundowało społeczeństwo Gdańska, Gdyni i Wejherowa. Od 1957 pułk wszedł w skład 3 Korpusu Obrony Przeciwlotniczej Kraju.
W 1967 Minister Obrony Narodowej przywrócił pułkowi jego historyczny numer: 11, a w 1970 nadał mu prawo do posiadania zbiorowego patrona: „Osadników Ziemi Dolnośląskiej”. W 1973 pułkowi przywrócono jego historyczną nazwę wyróżniającą i do września 1991 nosił oficjalne miano: 11 Brandenburski Pułk Lotnictwa Myśliwskiego OPK im. Osadników Ziemi Dolnośląskiej.
W sierpniu 1979 pułk został odznaczony Krzyżem Komandorskim Orderu Odrodzenia Polski.
W sierpniu 1994, na podstawie Decyzji MON, patronem pułku został pilot i dowódca – płk Bolesław Orliński. W końcu 1999 11 pułk lotnictwa myśliwskiego im. płk pil. Bolesława Orlińskiego został rozformowany.

## Samoloty pułku
- bojowe: Jak-3, Jak-9, Jak-23, MiG-15, MiG-15bis, Lim-2, Lim-5, Lim-5P, MiG-21PF, PFM, MF;
- szkolno-bojowe: Jak-7, Jak-17, MiG-15UTI, MiG-21U, US, UMB,
- szkolno-treningowe i łącznikowe: PO-2, UT-2, Jak-11, TS-8 Bies, TS-11 Iskra, AN-2.

## Tradycje pułku
27 sierpnia 1994 pułk przyjął imię płk. pil. Bolesława Orlińskiego. Równocześnie przejął dziedzictwo i tradycje:
- 11 Pułku Myśliwskiego (1925 – 1928)
- 5 Pułku Lotniczego (1928 – 1939)
- 317 Dywizjonu Myśliwskiego „Wileńskiego” (1941 – 1947)

## Odznaka pułkowa
Odznaka o wymiarach 30x30 mm wykonana w kształcie srebrnego krzyża równoramiennego. W centrum okrągła tarcza z nałożonym na nią stylizowanym kondorem w kolorach: niebieskim, granatowym, żółtym i czarnym. Na otoku okrągłej tarczy napis 11 PUŁK LOTNICTWA MYŚLIWSKIEGO.
Odznaka została zaprojektowana przez Katarzynę Tomaszewską, Marka Krawczaka i Dariusza Suskę.

## Dowódcy pułku
- ppłk pil. Wiktor Sokołow (1944-1945)
- mjr pil. Mikołaj Połuszkin (1945-1946)
- ppłk pil. Medard Konieczny (1946-1947)
- ppłk pil. Jan Frey-Bielecki (1947-1948)
- mjr pil. Jan Malinin (1949)
- ppłk pil. Czesław Tanana (1952-1953)
- ppłk pil. Feliks Skrzeczkowski (1955-1958)
- ppłk dypl. pil. Apoloniusz Czernów (1958-1959)
- mjr pil Stanislaw Lipski (1959)
- kpt. pil. Bolesław Bocoń (1959-1960)
- kpt. pil. Albin Daniłowicz (1960)
- mjr pil. Czesław Filonowicz (1960-1965)
- ppłk pil. Jan Malicki (1965-1968)
- ppłk dypl. pil. Józef Tenerowicz (1968-1972)
- ppłk dypl. pil. Zbigniew Romanowski (1972-1973)
- ppłk dypl. pil. Marian Karski (1973-1976)
- mjr dypl. pil. Mirosław Hermaszewski (IV – XII 1976)
- ppłk dypl. pil. Bogdan Głąb (1977-1978)
- ppłk dypl. pil. Marian Urbański (1979-1980)
- ppłk dypl. pil. Marian Fąfara (1980-1982)
- płk pil. Roman Baszuk (1982-1987)
- płk dypl. pil. Zbigniew Materna (1987-1990)
- płk dypl. pil. Roman Gil (1990-1993)
- ppłk dypl. pil. Zbigniew Martynowicz (1993-1999)

## Przekształcenia
↗(sformowany w 1944) 11 Pułk Lotnictwa Myśliwskiego → przeformowany w 1946 w 3 Pułk Lotnictwa Myśliwskiego (LWP) → (przywrócono „wojenną” numerację w 1967) 11 Brandenburski Pułk Lotnictwa Myśliwskiego OPK im. Osadników Ziemi Dolnośląskiej → 11 Pułk Lotnictwa Myśliwskiego → (w 1994 dodano patrona) 11 Pułk Lotnictwa Myśliwskiego im. płk. Bolesława Orlińskiego ↘ rozformowany w 1999